# Secos & Molhados
Secos & Molhados foi uma banda de Rock brasileira da década de 1970, tendo como formação clássica João Ricardo (vocais, violão e harmônica), Ney Matogrosso (vocais) e Gérson Conrad (vocais e violão). O som da banda consiste em uma mistura de rock com ritmos nacionais, como MPB e o samba. João havia criado o nome da banda sozinho em 1970, até juntar-se com as diferentes formações nos anos seguintes e prosseguir igualmente sozinho com o álbum Memória Velha (2000).
No começo, as apresentações ousadas,  acrescidas de um figurino e uma maquiagem extravagantes, fizeram a banda ganhar imensa notoriedade e reconhecimento, sobretudo por canções como "O Vira", "Sangue Latino", "Assim Assado", "Rosa de Hiroshima", que misturam danças e canções do folclore português, como o vira, críticas à Ditadura Militar e a poesia de Cassiano Ricardo, Vinicius de Moraes, Oswald de Andrade, Fernando Pessoa e João Apolinário, pai de João Ricardo, com um rock pesado inédito no país, o que a fez se tornar um dos maiores fenômenos musicais do Brasil da época e um dos mais aclamados pela crítica nos dias de hoje.
So álbum de estréia, Secos e Molhados I (1973), foi possível graças às tais performances que despertaram interesse nas gravadoras, e projetou o grupo no cenário nacional, vendendo mais de um milhão de cópias no país. Desentendimentos financeiros, entretanto, fizeram essa formação se desintegrar em 1974, ano do Secos & Molhados II, embora João Ricardo tenha prosseguido com a marca em Secos & Molhados III (1978), Secos e Molhados IV (1980), A Volta do Gato Preto (1988), Teatro? (1999) e Memória Velha (2000), enquanto Gérson continuou a tocar sozinho. Do grupo, Ney Matogrosso é o mais bem-sucedido em sua carreira solo, e continua ativo desde Água do Céu - Pássaro (1975).
Os Secos & Molhados estão inscritos em uma categoria privilegiada entre as bandas e músicos que levaram o Brasil da bossa nova à Tropicália e então para o rock brasileiro, um estilo que só floresceu expressivamente nos anos 80. Seus dois álbuns de estréia incorporaram elementos novos à MPB, que vai desde a poesia e o glam rock ao rock progressivo, servindo como fundamental referência para uma geração de bandas underground que não aceitavam a MPB como expressão. O grupo continua a ganhar atenção das novas gerações: em 2007, a Rolling Stone Brasil posicionou o primeiro LP em quinto lugar na sua lista dos 100 maiores discos da música brasileira e em 2008 a Los 250: Essential Albums of All Time Latin Alternative - Rock Iberoamericano o colocou na 97ª posição.

## Origem do nome
O nome foi criado por João Ricardo, quando se encontrava  nas proximidades de Ubatuba em um dia chuvoso e viu escrito numa placa de armazém balançando "Secos e Molhados". Isto lhe chamou a atenção, antes mesmo da banda, surgiu a ideia do nome, assim como outros conceitos foram se formando. Passaram uma grande temporada em Crixás.

## História

### Primeiros anos
A formação inicial do grupo era composta por: João Ricardo (violão de doze cordas e gaita), Fred (bongô) e Antônio Carlos, ou Pitoco, como é mais conhecido. O som, completamente diferente à época, fez com que o Kurtisso Negro, de propriedade de Peter Thomas, Oswaldo Spiritus e Luiz Antonio Machado, no bairro do Bixiga, em São Paulo, local onde o grupo se apresentava, fosse visitado por muitas pessoas interessadas em conhecer o grupo. Entre os “curiosos” estava a cantora e compositora Luhli, com quem João Ricardo compôs alguns dos maiores sucessos do grupo ("O Vira" e "Fala").
Fred e Pitoco, em julho de 1971, resolvem seguir carreira solo e João Ricardo sai à procura de um vocalista. Por indicação de Heloísa Orosco Borges da Fonseca (Luhli), conheceu Ney Matogrosso, que mudou-se do Rio de Janeiro para São Paulo. Depois de alguns meses, Gérson Conrad, vizinho de João Ricardo, foi incorporado ao grupo. O Secos & Molhados começou a ensaiar e depois de um ano se apresentou no Teatro do Meio, de Ruth Escobar, que virou um misto de bar-restaurante chamado "Casa de Badalação e Tédio".

### Formação clássica (1973–74)
No dia 23 de maio de 1973, o grupo entra no estúdio "Prova" para gravar – em sessões de seis horas ao dia, por quinze dias, em quatro canais – seu primeiro disco, que vendeu mais de 300 mil cópias em apenas dois meses, atingindo um milhão de cópias em pouco tempo.
Os Secos & Molhados tornaram-se um dos maiores fenômenos da música popular brasileira, batendo todos os recordes de vendagens de discos e público. O disco era formado por treze canções que, na ótica da crítica, parecem atuais até os dias de hoje. As canções mais executadas foram: "Sangue Latino", "O Vira", e "Rosa de Hiroshima". O disco também destaca inúmeras críticas a ditadura militar que estava implantada no Brasil, em canções como o blues alternativo "Primavera nos Dentes" e o rock progressivo "Assim Assado" – esta de forma mais explícita em versos que personificam uma disputa entre socialismo e capitalismo. Até mesmo a capa do disco foi eleita pela Folha de S.Paulo como a melhor de todos os tempos de discos brasileiros.
O sucesso do grupo atraiu a atenção da mídia, que os convidou para várias participações na televisão. As mais relevantes foram os especiais do programa Fantástico, da Rede Globo. Sempre apareciam com maquiagens inusitadas, roupas diferentes sendo uma das primeiras e poucas bandas brasileiras a aderirem ao glam rock.
Em fevereiro de 1974, fizeram um concerto no Maracanãzinho que bateu todos os índices de público jamais visto no Brasil – enquanto o estádio comportava 30 mil pessoas, outras 90 mil ficaram do lado de fora. Também em 1974 o grupo saiu em turnê internacional que, segundo Ney Matogrosso, gerou oportunidades de criar uma carreira internacional sólida.
Em agosto do mesmo ano, sai o segundo disco de estúdio da banda, que tinha em destaque "Flores Astrais", único sucesso do disco. Lançamento pouco antes do fim da formação clássica da banda, por brigas internas. Talvez por isso o segundo álbum – sem título, com uma capa preta – não tenha feito tanto sucesso comercial como o primeiro.

### Período de inatividade (1974–77)
Após o fim do grupo Secos & Molhados, os três membros seguiram em carreira solo. Ney Matogrosso lançou no ano seguinte, em 1975, seu primeiro disco solo com o nome de Água do Céu - Pássaro (recheado de experimentalismos musicais) e com o sucesso "América do Sul". João Ricardo lançou também em 1975 seu disco homônimo, mais conhecido por Disco Rosa/Pink Record. Gérson Conrad juntou-se a Zezé Motta e lançou um disco também em 1975. João Ricardo adquiriu os direitos autorais sob o nome Secos & Molhados, após algumas brigas na justiça, e saiu à busca de novos músicos para que a banda tivesse novas formações.

### Outras formações
A primeira formação após o fim do grupo em 1974 surgiu em maio de 1978, João Ricardo lançou o terceiro disco dos Secos & Molhados com Lili Rodrigues, Wander Taffo, Gel Fernandes e João Ascensão. O terceiro disco foi lançado, e mais um sucesso do grupo – o que seria o último de reconhecimento nacional, e único fora da formação original – "Que Fim Levaram Todas as Flores?", uma das canções mais executadas no Brasil naquele ano, o que trouxe o novo grupo de João Ricardo às apresentações televisivas.
No mês de agosto de 1980, junto com os irmãos Lempé – César e Roberto – o Secos e Molhados lançaram o quarto disco, que não teve sucesso comercial. A quinta formação do grupo nasceu no dia 30 de junho de 1987, com o enigmático Totô Braxil, em um concerto no Palace, em São Paulo. Em maio de 1988, saiu o álbum A Volta do Gato Preto, que foi o último da década. Sozinho, em 1999, João Ricardo lançou Teatro? mostrando a marca do criador dos Secos e Molhados.
De acordo com o site oficial da banda, João retomou os trabalhos do grupo em junho de 2011 com a entrada de um novo integrante, Daniel Iasbeck. A dupla lançou em novembro do mesmo ano o álbum autobiográfico intitulado "Chato-boy". Em 2012, iniciaram nova turnê.

## Membros
| 1971 - João Ricardo (vocais, violão e harmônica) - Pitoco (violão) - Fred (percussão) 1973–74 (Formação clássica) - João Ricardo (vocais, violão e harmônica) - Gérson Conrad (vocais e violão) - Ney Matogrosso (vocais) - Tato Fischer (piano) - Marcelo Frias (bateria e percussão) - Zé Rodrix (piano e ocarina) - Sérgio Rosadas (flauta transversal e flauta de bambu) - John Flavin (guitarra) - Willy Verdaguer (baixo) | 1977–78 - João Ricardo (vocais, violão e harmônica) - Lili Rodrigues (vocais) - Wander Taffo (guitarra, violão) - João Ascensão (baixo) - Gel Fernandes (bateria) 1980 - João Ricardo (vocais, violão e harmônica) - Cesar Lampé (vocais) - Roberto Lampé (vocais) - Carlos Amantor (vocais) - Mozarte Melo (guitarra, violão) - Roberto Lazzarini (teclados) - Jamil Joanes (baixo) - Alexandre (baixo) - Dadi (baixo) - Mamão (bateria) | 1987–88 - João Ricardo (vocais, violão e harmônica) - Tôto Braxil (vocais) - Edio França (guitarra) - Fermando (baixo) - Ninho (bateria) 1988–90 - João Ricardo (vocais, violão e harmônica) - Tôto Braxil (vocais) 2011–12 - João Ricardo (vocais, violão e harmônica) - Daniel Iasbeck (guitarra, baixo, bateria e vocal) |

## Legado
A canções do trio são passadas para frente de geração à geração, e até hoje, mais de quarenta anos depois do fim da formação original do grupo, rádios e programas de televisão as executam. Em 2003, foi lançado o disco Assim Assado - Tributo ao Secos e Molhados, que contavam com versões das músicas do disco de 1973 na voz de outros artistas. Entre eles, Nando Reis, Arnaldo Antunes, Pitty, Toni Garrido, Ritchie e outros.

## Discografia

### Álbuns de Estúdio
- Secos & Molhados (1973)
- Secos & Molhados II (1974)
- Secos & Molhados III (1978)
- Secos e Molhados IV (1980)
- A Volta do Gato Preto (1988)
- Teatro? (1999)
- Memória Velha (2000)
- Chato-Boy (2011)[5]
- Barulho de Rock & Gesta (2019)

### Álbuns ao Vivo
- Ao Vivo no Maracanãzinho (1980)[6]